# Сеньория Рамла
Сеньория Рамла (Signoria di Ramla) е феодално владение, васално на Йерусалимското кралство и част от Графство Яфа и Аскалон от 1099 до 1187 г., когато е превзета от войските на Саладин.

## Сеньори на Рамла
- Епископ Роберт (1099–1100)
- Балдуин I, кастелан (1106-1134), сеньор на Рамла (1134–1138)
- Балдуин II от Рамла
- Хелвис от Рамла (1138–1152), дъщеря-наследничка на Балдуин II от Рамла
- ∞ Барисан д’Ибелин (1138-1150)
- ∞ Манас от Хиргес (1150-1152)
- Хуго д’Ибелин, син на Барисан д’Ибелин (1152–1170)
- Балдуин III д’Ибелин (1170–1186)
- Томас д’Ибелин (1186 до 1187)
  - сеньорията е окупирана от мюсюлманите (1187—1229)
  - владение на Йерусалимското кралство (1229—1244)
- Жан д’Ибелин (1241–1266)
- Жак д’Ибелин (1266–1268)